# プリュダンス・セラファン＝バルテルミ・ジラール
プリュダンス・セラファン＝バルテルミ・ジラール（仏語：Prudence Seraphin-Barthelemy Girard、1821年4月5日 - 1867年12月9日）は、カトリック・パリ外国宣教会のフランス人宣教師である。沖縄で日本語を学び、初代フランス公使ギュスターヴ・デュシェーヌ・ド・ベルクールの通訳を務めた。

## 略歴
文政4年（1821年）、フランス中部のブールジェ司教区のアウリィシュモに生まれた。嘉永元年（1848年）司祭に叙階され、香港に渡る。日本宣教師と内定していたジラールは司教の指導の下、香港のポルトガル人、スペイン人の司牧にあたった。
ジラールはメルメ・カション神父、ルイ・テオドル・フューレ神父と共に、安政2年1月10日（1855年2月26日）に琉球王国に到着した。同年1月14日（3月2日）には上陸を許されたが、厳重な監視下にあり、カトリックへの改宗者は1人しか獲得できなかった。しかし、この間に那覇の天久山聖現寺で日本語を習得した。
カション神父は翌年那覇を離れるが、ジラールとフューレ神父はそのまま那覇に留まった。
安政5年9月3日（1858年10月9日）日仏修好通商条約が締結され、同年日本教区長に任命される。任命の第一報を同年9月19日（1858年10月25日）の哨戒艇レジャン号琉球到着の際に告げられるが、翌日香港あて出発、香港より同年10月8日（1858年11月13日）付けで、パリ神学校に手紙を送り、辞退の意向を告げるとともに、新たな教区長が任命されるまでのあいだ暫定的に務めることを申し出る。翌安政6年8月10日（1859年9月6日）、初代の駐日領事（後公使）デュシェーヌ・ド・ベルクールが日本に到着すると、通訳兼総領事館付司祭としてジラールも江戸に入り、三田の済海寺に住み、領事館の事務、居留民の司牧の傍ら江戸湾や横浜港に碇泊している外国船の間を回り、病者の癒しに努め、ベルクールの協力を得て聖堂建築資金の募集を開始した。同年11月7日（11月30日）、ジラールは幕府にフランス語教授を申し出、受業者の人選を依頼している。しかしながら、ジラールによるフランス語教育はあまり普及しなかったようで、本格的なフランス語の普及は元治2年3月6日（1865年4月1日）の横浜仏語伝習所の設立を待つことになる。 
万延元年4月（1860年6月）頃、ジラールは横浜外国人居留地80番（現山下町80番）に最初のカトリック教会建設のための租借権を取得。同年12月、攘夷運動を避け、英仏の領事館は横浜へ移転。ジラールも横浜に移り、教区長館及び天主堂の建築に着手。文久元年12月（1862年1月）に完成して、聖心教会と名付けられた（後に移転し、山手教会として現在司教座聖堂）。この教会には、連日多くの日本人が見物に詰めかけ、中には宣教師と言葉を交わしたり、教えを求めたりするものもいた。しかし、まだキリシタンは禁制下であり、文久2年1月20日（1862年2月18日）には、神奈川奉行阿部正外の命により33名が捕縛され、牢に拘禁されるという事件が起きた（横浜天主堂事件）。事件を目撃していたジラールは早速、デュシェーヌ・ド・ベルクールへ知らせた。デュシェーヌ・ド・ベルクールは阿部に釈放を求めたところ、直接幕府と交渉してもらいたいと言うことであった。そのため幕府老中に掛け合い、2月14日（3月13日）までには全員が釈放されて、事件は収まった。なお、ジラールは、フランス公使館の公用で香港に立ち寄った際に、琉球にいたフューレとプティジャン両神父を横浜に派遣してから、フランスに帰り、国内で幕府のキリシタン禁制撤廃運動を展開した。さらにローマの教皇ピオ9世に謁見し、日本の現状を報告した。文久3年（1863年）横浜に戻り、同年10月フランスから贈られた鐘の聖別式を挙行。一方、フューレとプティジャン両神父は1862年12月に横浜に着き、さらに翌年、「日本26殉教者聖堂」の建設のため長崎に派遣され、大浦天主堂を建設した。
元治元年（1864年）の四国艦隊下関砲撃事件、翌年に大坂で幕府を相手に行われたその賠償交渉においては、何れも通訳を務めた。
慶応元年（1865年）2月、ジラールは大浦天主堂の献堂式を挙げた。慶応2年（1866年）10月プティジャンの司教叙階後、ジラールは横浜教会の主任司祭となった。関東地区の布教準備に取り掛かったが、慶応3年11月26日（1867年12月9日）、横浜天主堂が火災のため焼失、ジラールも焼死した。遺骸は横浜の聖堂内に埋葬され、明治39年（1906年）山手44番地の聖堂に改葬されたが、大正12年（1923年）関東大震災にあい、灰燼の中から発見された。後に再建された教会の聖母マリアの祭壇脇の壁に鉛と樫の二重棺に納めて塗り込められた。彼の名を記した大理石碑板が嵌められている。
1858年（安政5年）の日仏修好通商条約から数えて、国交開始150周年となる2008年に、日仏両国の代表的な人物の記念切手が発売された。ジラールはその「幕末シリーズ」10人の中に選ばれている。